# Patron Capital
Patron Capital ist eine in London ansässige im Immobiliengeschäft tätige Private-Equity-Gesellschaft und verwaltet nach eigenen Angaben ein Aktivvermögen von 2,5 Milliarden Euro.
Das Unternehmen erwarb von der Deutschen Bahn etwa 1000 der etwa 3000 Bahnhofsgebäude – die mit Stand Anfang 2013 teilweise Tochtergesellschaften wie der Main Asset Management GmbH gehören – und steht wegen des Umgangs mit diesen in der Kritik.